# Bruay-sur-l'Escaut
Bruay-sur-l'Escaut é uma comuna francesa na região administrativa de Altos da França, no departamento do Norte. Estende-se por uma área de 6.7 km². Em 2010 a comuna tinha 11 352 habitantes (densidade: 1 694,3 hab./km²).